# 石拐区
石拐区（ショゴイト区、せきかい-く、モンゴル語：ᠰᠢᠭᠤᠶᠢᠲᠤ
ᠲᠣᠭᠣᠷᠢᠭ、転写：Siɣuyitu toɣoriɣ）は、中華人民共和国内モンゴル自治区包頭市に位置する市轄区。

## 行政区画
6ジュール・ゴドムジ（街道）、1バルガス（鎮）、1ソム（蘇木）を管轄：
- 街道弁事処：ショゴイト・ジュール・ゴドムジ（石拐街道）、大発街道、大磁街道、五当溝街道、白狐溝街道、大徳恒街道
- バルガス（鎮）：バトガル・スム・バルガス（五当召鎮）
- ソム：ジブフラントゥ・ソム（吉忽倫図蘇木）